# 線毛上皮細胞
線毛上皮細胞（せんもうじょうひさいぼう、英:cilliated epithelial cell）とは上皮組織を構成する細胞のうち、細胞の自由表面に線毛（生物学では「繊毛」と「線毛」を区別するが、ここでは前者に該当する）を有する細胞。気管や卵管の粘膜上皮細胞などが線毛上皮細胞に該当する。